# Big Yellow Taxi

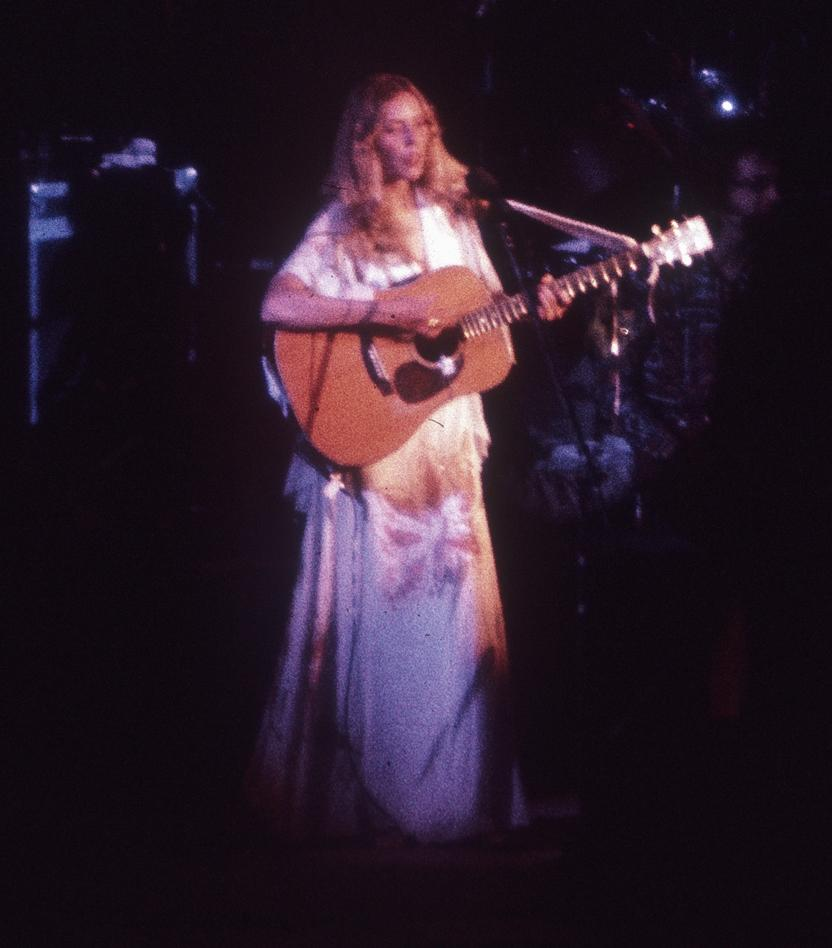
Joni Mitchell, 1974

Big Yellow Taxi ist ein Lied, das 1970 von Joni Mitchell geschrieben und zuerst auf ihrem Album Ladies of the Canyon veröffentlicht wurde.
Es war ein Hit in ihrer Heimat Kanada auf Platz 14, in Australien Platz 6 und in Großbritannien Platz 11. In den USA erreichte es Platz 67 und in einer 1974 veröffentlichten Live-Version, Platz 24.
Es gibt über 500 Coverversionen, so unter anderem von Bob Dylan, The Neighborhood, Maire Brennan, Amy Grant und Counting Crows. Der Song wurde auch in Janet Jacksons Got ’til It’s Gone 1997 gesampelt. Eine deutsche Version hat Sefan Gwildis unter dem Titel Wenn es weg ist veröffentlicht.
2005 wurde das Stück auf Platz neun der CBC-Liste der 50 wichtigsten kanadischen Titel gewählt.

## Entstehung und Inhalt
Im Jahr 1996 sagte Mitchell im Gespräch mit dem Journalisten Robert Hilburn über die Entstehung Folgendes:

„Ich schrieb ‚Big Yellow Taxi‘ auf meiner ersten Reise nach Hawaii. Ich nahm ein Taxi zum Hotel und als ich am nächsten Morgen aufwachte, zog ich die Vorhänge zurück und sah diese wunderschönen grünen Berge in der Ferne. Dann schaute ich hinunter und da war ein Parkplatz, so weit das Auge reichte, und es brach mir das Herz … dieser Schandfleck im Paradies. Das war der Moment, in dem ich mich hinsetzte und den Song schrieb. Als er herauskam, war es ein regionaler Hit auf Hawaii, weil die Leute dort erkannten, dass ihr Paradies zerstört wurde. Es dauerte 20 Jahre, bis dieses Lied an den meisten anderen Orten des Landes angekommen war. Das ist ein starkes kleines Lied, weil es in einigen Städten Fälle gegeben hat, in denen Parkplätze aufgerissen und in Parks umgewandelt wurden.“

Das Lied thematisiert kritisch den Umgang mit der Umwelt, etwa in den Zeilen „Sie haben das Paradies gepflastert, um einen Parkplatz zu bauen“ und „Hey, Farmer, Farmer, lass jetzt das DDT weg“. Letzteres ist die Abkürzung für Dichlordiphenyltrichlorethan, ein umweltschädliches Insektizid, das in den meisten westlichen Industrieländern in den 1970er-Jahren tatsächlich verboten wurde.
Die Zeilen „Sie nahmen alle Bäume und stellten sie in ein Baummuseum / Und nahmen von den Leuten anderthalb Dollar, um sie zu sehen“ beziehen sich auf den Foster Botanical Garden in der Innenstadt von Honolulu. Dort werden tropische Pflanzen erhalten, von denen einige selten und gefährdet sind. Das erwähnte „pink hotel“ ist das noch heute existierende Luxushotel The Royal Hawaiian am Strand von Waikīkī, einem Stadtteil von Honolulu. Es hat nach wie vor einen pinkfarbenen Außenanstrich.
In der letzten Strophe wechselt das Lied vom Politischen zum Persönlichen. Mitchell erzählt von der Abreise ihres „alten Mannes“ im namensgebenden „großen gelben Taxi“.

## Aufnahmen
Mitchells Originalaufnahme wurde zunächst als Single veröffentlicht und dann auf ihrem 1970er Album Ladies of the Canyon. Eine spätere Live-Version wurde 1974 auf Miles of Aisles veröffentlicht und erreichte Platz 24 in den US-Charts. Billboard bezeichnete die Live-Version als „lebensfroher“ als jede der Singles, die Mitchell seit langem veröffentlicht hatte.
Im Jahr 2007 veröffentlichte Joni Mitchell das Album Shine, das eine neu aufgenommene und  arrangierte Version des Songs enthält.